# Nepomuk pod Třemšínem
Nepomuk ist eine Gemeinde in Tschechien. Sie liegt 14 Kilometer südwestlich von Příbram und gehört zum Okres Příbram.

## Geographie
Nepomuk befindet sich südlich des noch bis zum 31. Dezember 2015 bestehenden Truppenübungsplatzes Brdy in einer Südhanglage im Quellgebiet des Nový potok im Zentralbrdy. Das Dorf liegt am Fuße des Praha (862 m) und des Malý Tok (844 m). Nordöstlich liegen die Quellen der Litavka, nördlich nimmt der Třitrubecký potok seinen Ursprung.
Nachbarorte sind Láz im Nordosten, Nepomucké Zalány im Osten, Zalány im Südosten, Starý Rožmitál und Věšín im Süden sowie Buková im Südwesten.

## Geschichte
Nepomuk wurde 1727 unterhalb des Rosenthaler Kammes durch deutsche Siedler aus dem Böhmerwald gegründet, die nach dem Dreißigjährigen Krieg in der Herrschaft Rosenthal ansässig geworden waren. Der Prager Erzbischof Johann Moritz Gustav von Manderscheid-Blankenheim gewährte den Siedlern Befreiung vom Fron- und Militärdienst.
Die Bewohner lebten in einfachen Blockhäusern und ernährten sich von der Forstarbeit, fertigten Schindeln, Möbel, Spielzeug, Holzschuhe und andere hölzerne Gegenstände. Ebenso entstanden geschnitzte Figuren, insbesondere der Madonna vom Heiligen Berg. Bis ins 20. Jahrhundert wurde in den Wäldern in Meilern Holzkohle produziert. Wegen der steinigen und tonigen Böden war die Landwirtschaft wenig ertragreich. Später kam noch eine Zweckenschmiede hinzu.
Im 19. Jahrhundert begannen die Bewohner ihre Blockhäuser durch Schrotholzkaluppen im Böhmerwaldstil zu ersetzen. Die Dorfschule unterrichtete bis 1870 ausschließlich in deutscher Sprache. Im 20. Jahrhundert wurde das Dorf wegen seiner volkstümlichen Holzbauweise immer mehr von Touristen aufgesucht. In den 1950ern entstanden Häuser im finnischen Baustil. Seit 1997 gehört Nepomuk zum Naturpark Třemšín.

## Gemeindegliederung
Für die Gemeinde Nepomuk sind keine Ortsteile ausgewiesen. Zu Nepomuk gehört die Ansiedlung Nepomucké Zalány (Salan 1. Anteil).

## Sehenswürdigkeiten
- Holzhäuser in verschiedenen Volksbauweisen